# عبدالرحمن صوفی
ابوالحسن عبدالرحمن صوفی رازی در ۹ محرم ۲۹۱ قمری برابر با ۱۵ آذر ۲۸۲ خورشیدی و ۷ دسامبر ۹۰۳ میلادی (و به روایتی دیگر در ۱۴ محرم ۲۹۱) در شهر ری زاده شد. او استاد ریاضی و ستاره‌شناس برجسته ایرانی سده چهارم بود که در دوران آل بویه در فارس می‌زیست و برای همیشه شیوه نگاه ما به ستارگان در آسمان را تغییر داد و به عنوان یکی از ستاره شناسان با نفوذترین در جهان شناخته می‌شود، او زندگی خود را به پیشبرد درک ما از ستارگان و صور فلکی اختصاص داد و مشاهدات دقیق او پس از بیش از یک هزاره هنوز معتبر است. وی کتاب صورالکواکب را که نسخه تصحیح شده‌ای از المجسطی بطلمیوس بود، بر اساس مشاهدات رصدی خودش تألیف کرد و در آن موقعیت، رنگ و قدر ۱۰۸۱ جرم سماوی را توصیف کرد. وی نخستین ستاره‌شناسی است که کهکشان آندرومدا را کشف و گزارش رصدی ابر ماژلانی بزرگ را ثبت کرد. بدین ترتیب وی نخستین کسی است که گزارش رصدی اجرام سماوی خارج از کهکشان راه شیری را ثبت نمود. همچنین گفته می‌شود او با نگاه کردن به کهکشان امره المسلسة (آندرومدا) این سخنان را به زبان آورد : [آن ابر کم نور در آسمان چیست ؟ شاید سحابی باشد ، بسیار زیباست]

## زندگی علمی
صوفی رازی در دربار عضدالدوله دیلمی در اصفهان زندگی می‌کرد و کار اصلی او تشریح یافته‌های پیشین یونانیان در علم نجوم و ترجمه آثار آنان به زبان عربی بود. تعیین اندازه نصف النهار شهر شیراز و ابداع علم نورسنجی در ستارگان از دیگر کارهای علمی قابل‌توجه اوست.
تاریخ‌نویسان گفته‌اند که عبدالرحمن صوفی مدتی در شیراز به انجام محاسبات نجومی سرگرم بوده است. ابوریحان بیرونی نوشته است: «رصد دائرةالبروج با وسیله‌ای به قطر ۱۲۳ سانتی‌متر در شیراز انجام شده که آن وسیله را در سازه به‌دست آمده در شهر گور، کار می‌گذاشتند.»
امیر عضدالدوله دیلمی، صوفی را به سِمت استاد ریاضی و ستاره‌شناسی شهر گور فیروزآباد منسوب کرد. صوفی در رصدخانه شهر گور پژوهش‌های ستاره‌شناسی قابل‌توجهی انجام می‌داد، تا جایی که به شهرت فراوانی رسید. او به ویژه روی کتاب المجسطی بطلمیوس کار کرد و تصحیحات زیادی را بر روی فهرست ستارگان و تخمین‌های مربوط به روشنایی و قدر آن‌ها (میزان درخشندگی) انجام داد که اغلب آن‌ها با آنچه بطلمیوس محاسبه کرده بود تفاوت چشمگیری داشت.
او در سفری که به یمن داشت موفق شد ابر ماژلانی بزرگ را که از اصفهان قابل رویت نبود، ببیند و از آن با نام البکر در آثارش یاد کرده است. این کهکشان را اروپائی‌ها تا قبل از سفر دریائی ماژلان در قرن شانزدهم، ندیده بودند.
او سحابی و ستارگان مزدوج را بدون داشتن تلسکوپ کشف کرد و نظریه زمین‌محوری بطلمیوس را اصلاح نمود. کشف سحابی زن به زنجیر بسته در ۹۴۶ میلادی، و سحابی وولپکولا در صورت فلکی روباهک، و کشف چندین سحابی دیگر نیز از کشفیات اوست.

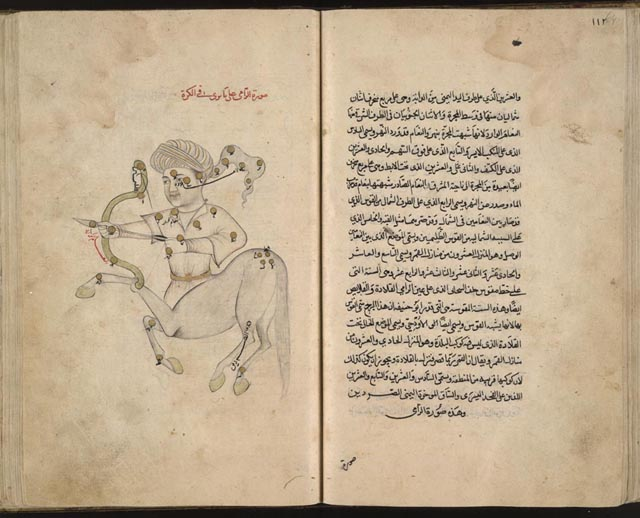
تصویری از کتاب صورالکواکب صوفی رازی

عبدالرحمان صوفی در زمینه‌های ریاضیات، هندسه و ستاره‌شناسی کتاب‌های زیادی نوشته است و همچنین کتاب صورالکواکب (پیکرهای ستارگان) را هم در زمینهٔ اخترشناسی نوشت. این کتاب به چندین زبان ترجمه شده است.
صوفی رازی نخستین کسی بود که کهکشان مارپیچی M۳۱ (که درفاصلهٔ ۲٫۹ میلیون سال نوری از زمین قرار گرفته) را با چشم غیرمسلح رصد کرده و مورد مطالعه قرار داد. گزارش صوفی از کهکشان زن برزنجیر و همین‌طور ابر ماژلانی بزرگ، قدیمی‌ترین مدارک موجود از مشاهدهٔ این اجرام آسمانی هستند. عبدالرحمان در عین حال توانست هفت جرم دیگر را به عنوان اجرام غیرستاره‌ای رصد و ثبت کند.
بدین ترتیب می‌توان او را نخستین کسی دانست که فهرستی از اجرام غیر ستاره‌ای ارائه داده است. در فهرست صوفی رازی اجرام قابل توجهی چون خوشه دوگانه برساوش یا M۴۴ به چشم می‌خورد.
عبدالرحمان صوفی با رصدهای پیاپی اعلام کرد که رنگ ستارهٔ شباهنگ (در عربی شعرای یمانی) تغییر نمی‌کند. پیش از او اخترشناسان یونانی مانند سِنِکا و بطلمیوس گفته بودند که این ستاره را به رنگهای گوناگونی دیده‌اند. کتاب صورالکواکب او جدول‌هایی از قدر ستاره‌ها دارد که با دقت تنظیم شده‌اند. در این کتاب همچنین اصلاحی بر روی فهرست‌های قدیمی یونانی صورت گرفت و برای اولین بار صورت‌های فلکی جدیدی چون صورت فلکی ققنوس شناسایی شد که به دلیل عرض جغرافیایی رصدگران یونانی در فهرست‌های آن‌ها نیامده بود.
او یکی از بزرگ‌ترین مترجمان آثار نجومی یونانیان باستان (که در اسکندریه قرار داشت) به زبان عربی است و اولین تلاش‌ها را برای برقراری رابطه میان نام‌های کهن ستارگان و صور فلکی در متون نجومی یونانی‌ها و نام‌های باستانی ستارگان و صور فلکی عربی انجام داد، کاری که گاهی بسیار نامرتبط و در مواردی دارای اشتراکات پیچیده بود.
عبدالرحمان صوفی در رصدهایش به این نتیجه رسید که صفحه دائرةالبروج نسبت به استوای سماوی مایل است و با توجه به این مسئله توانست طول سال اعتدالی را با دقت بیشتری محاسبه کند. صوفی نصف النهار شهر شیراز را محاسبه کرد. او در رصد ستارگان و تعیین قدر ستارگان (میزان درخشندگی)، رنگ و موقعیت آن‌ها در صور فلکی و یافتن سحابی‌ها و ستارگان دوگانه کوشش فراوان نمود و نتایج کارش را به دقت در مورد هر صورت فلکی پیاده‌سازی کرد. در مجموع توانست کاتالوگی از ۱۰۱۸ ستاره همراه با ویژگی‌های رصدی آن‌ها تهیه کند. سپس به تهیه دو طرح از هر صورت فلکی پرداخت: طرح اول، شکل صورت فلکی را آنچنان که ناظری از بیرون کره آسمان می‌توانست ببیند نشان می‌داد و طرح دوم نمای صورت فلکی را آن طور که رصدگر از درون کره سماوی می‌بیند نمایش می‌داد (یعنی همان شکلی از صورت فلکی که ما از زمین و در حالت عادی می‌بینیم). ساخت این چنین مدلی از کره آسمان و مشخص کردن مواضع دقیق اجرام سماوی بر روی آن کاری منحصربه‌فرد است. هم‌اکنون این پلانتاریوم (آسمان نما) در موزه شهر قاهره نگهداری می‌شود.
صوفی همچنین کاربردهای بسیار زیادی برای اسطرلاب پیدا کرد که یافته‌هایش در آثار به جا مانده از او مکتوب باقی مانده است. او در سال ۹۸۴ کتاب معروفش را که صورالکواکب ((Book of fixed stars نام دارد به رشته تحریر درآورد و در آن بسیاری از کارهایش را همراه با تصویر تشریح کرد. در این کتاب او ستارگان را با نام‌های عربی‌شان مشخص کرده و جدولی از قدرهای دقیق ستارگان هر صورت فلکی و نمای صورت فلکی ارائه کرده است. در توصیفات و تصاویری که از صورت فلکی آندرومدا کشیده است به یک ابر کوچک اشاره نموده که در حقیقت همان کهکشان آندرومدا یا ۳۱M است. البته ظاهراً منجمان اصفهانی سال‌ها قبل از صوفی به حضور آن «ابر» در صورت فلکی آندرومدا پی برده بودند.
صوفی در صورالکواکب به ۹ جرم زیر اشاره کرده و آن‌ها را «سحابی» قلمداد کرده است:
1. خوشه دوتائی X&H یا ۸۶۹/۸۸۴ NGC (خوشه باز)
2. خوشه کندو یا ۴۴M (خوشه باز) در صورت فلکی خرچنگ
3. ۷M (خوشه باز) در صورت فلکی عقرب
4. ستارگان نو ـ ۱ و نو ـ۲ در صورت فلکی قوس
5. ستارگان لاندا، فی ـ ۱ و فی ـ ۲ در صورت فلکی جبار
6. خوشه چوب لباسی یا ۳۹۹ Cr (خوشه باز) در صورت فلکی سهم
7. کهکشان آندرومدا یا ۳۱ M در صورت فلکی آندرومدا
8. ۲۳۹۱ IC (خوشه باز) در صورت فلکی بادبان
9. ۲۶۶۹ NGC (خوشه باز) در صورت فلکی بادبان

در اروپا مشاهدات صوفی تا زمان اختراع تلسکوپ ناشناخته باقی‌مانده بود، طوری‌که سیمون ماریوس (Simon Marius) سحابی آندرومدا (کهکشان آندرومدا) را در سال ۱۶۱۲ و با یک تلسکوپ معمولی مجدداً کشف کرد.

## هویت ایرانی
نام علمی عبدالرحمان صوفی در کتاب‌های اروپایی باعنوان «Azophi» یا «Azophi Arabus» آمده است و برخی از منابع غربی او را عرب معرفی کرده‌اند. در دانشنامه اخترشناسی آکسفورد (چاپ ۲۰۰۲) که به سرپرستی پاتریک مور تدوین شده، آمده است: «صوفی رازی در ایران به دنیا آمد و در ایران هم زندگی کرد.» البته کتاب صورالکواکب را به زبان عربی نوشته که این دلیل بر عرب دانستن او نمی‌شود. چرا که در آن زمان برای حفظ اثر علمی باید به عربی می‌نوشتند. کتاب «صور الکواکب الثابته» بعدها توسط خواجه نصیرالدین طوسی (سازندهٔ رصدخانه مراغه در ۷۵۰ سال پیش) به فارسی ترجمه شد.
در کتاب تاریخ نجوم اسلامی نوشتهٔ آلفونسو نلینو و ترجمهٔ احمد آرام تعریفی از اعراب ارائه شده است. نویسنده در این کتاب معتقد است که منظور از اعراب، تمام کسانی هستند که در ممالک اسلامی با زبان عربی کار می‌کردند یعنی می‌نوشتند، می‌خواندند و غیره. چه عرب، چه ایرانی، چه اندلسی و چه مسلمان و مسیحی با این تعریف می‌توانند از اعراب و عربی‌زبان محسوب شوند.

## بزرگداشت
انجمن بین‌المللی نجوم به پاس تجلیل از خدمات علمی صوفی، یکی از دهانه‌های ماه را به نام او ثبت نمود: دهانه صوفی (Azophi) در عرض جغرافیائی ۱٫۲۲ درجه جنوبی و ۷٫۱۲ شرقی واقع شده و ۴۷ کیلومتر قطر دارد.
سیارک ۱۲۶۲۱ الصوفی به افتخار او نام‌گذاری شده است.
در موزه قاهره، یک کره ستاره‌شناسی از جنس نقره که شاهکاری است از صوفی، نگه‌داری می‌شود.
در ۷ سپتامبر ۲۰۱۶ مصادف با ۱۱۱۳مین سالروز تولد عبدالرحمن صوفی و به افتخار او و در بزرگداشت شخصیت علمی او، موتور جستجوی گوگل گوگل دودل صفحه اصلی خود را در کشورهای عربی و شمال آفریقا تغییر داد.

## رقابت رصدی صوفی
از سال ۱۳۸۵ خورشیدی انجمن نجوم ایران-شاخه آماتوری به پیشنهاد منوچهر آرین رقابتی رصدی را به یاد بود این رصدگر بزرگ ترتیب داده است که مشابه با رقابت ماراتن مسیه، رصدگران باید در طول یک شب ۱۲۴ جرم غیرستاره‌ای از جمله اجرام صوفی (به جز ابر ماژلانی که از ایران قابل رصد نیست) را رصد کنند. در ادامه پوریا ناظمی و کاظم کوکرم در شاخه آماتوری انجمن نجوم ایران، عهده‌دار طراحی و برگزاری رقابت صوفی شدند.
نخستین دوره این رقابت در تابستان ۱۳۸۵ در عباس‌آباد سمنان برگزار شد. دومین رقابت رصدی صوفی از سوی شاخه آماتوری انجمن نجوم ایران و با همکاری و حمایت استانداری سیستان و بلوچستان و سازمان‌های رسمی استان و جمعیت منجمان مهبانگ در دامنه‌های تفتان برگزار شد. سومین دوره این رقابت نیز در تابستان ۱۳۸۸ در کنار مقبره کورورش در محوطه میراث جهانی پاسارگاد برگزار شد.

## درگذشت
این منجم بزرگ در ۸ محرم سال ۳۷۶ هجری قمری برابر با ۲۵ مه ۹۸۶ میلادی در شهر شیراز دیده از جهان فروبست و در همان شهر به خاک سپرده شد.